# Liste de peintures de Constantin Meunier
Cette page présente une liste de peintures de Constantin Meunier (1831-1905).
| Image | Thème          | Titre                                                                 | Date       | Technique                              | Dimensions   | Lieu de Conservation                    | Référence                         |
| ----- | -------------- | --------------------------------------------------------------------- | ---------- | -------------------------------------- | ------------ | --------------------------------------- | --------------------------------- |
|       | Scène de genre | Le Bénitier                                                           | 1854       | Huile sur toile                        | 50 × 35 cm   | Musée royal des Beaux-Arts d'Anvers     | Muséeconsulté le 23 Février 2025  |
|       | Scène de genre | Funérailles d'un trapiste                                             | 1860-1873  | Huile sur toile                        | 127 × 234 cm | Musée des Beaux-Arts de Gand            | Muséeconsulté le 23 Février 2025  |
|       | Religieux      | Saint Etienne, martyr                                                 | 1866       | Huile sur toile                        | 151 × 211 cm | Musée des Beaux-Arts de Gand            | Muséeconsulté le 24 Février 2025  |
|       | Religieux      | Saint Etienne                                                         | 1867       | Huile sur toile                        | 99 × 169 cm  | Musée royal des Beaux-Arts d'Anvers     | Muséeconsulté le 24 Février 2025  |
|       | Scène de genre | La Visite                                                             | 1870-1875  | Huile sur bois                         | 48 × 34 cm   | Musée Oldmasters, Bruxelles             | Muséeconsulté le 23 Février 2025  |
|       | Scène de genre | Le Joueur d'orgue                                                     | 1873       | Huile sur toile                        | 45 × 36 cm   | Musée royal des Beaux-Arts d'Anvers     | Muséeconsulté le 23 Février 2025  |
|       | Scène de genre | Atelier de verrerie                                                   | 1878 vers  | Huile sur toile                        | 57 × 44 cm   | Musée Oldmasters, Bruxelles             | Muséeconsulté le 23 Février 2025  |
|       | Histoire       | Épisode de la révolte des paysans. L'incendie de Turnhout (1798-1799) | 1878 vers  | Huile sur papier marouflée sur panneau | 29 × 40 cm   | Musée des Beaux-Arts de Gand            | Muséeconsulté le 23 Février 2025  |
|       | Portrait       | Le Puddleur                                                           | 1880 vers  | pastel sur papier marouflée sur toile  | 100 × 80 cm  | Albertinum, Dresde                      | Muséeconsulté le 7 Mars 2025      |
|       | Scène de genre | Cigarières à Séville                                                  | 1882       | Huile sur toile                        | 49 × 64 cm   | Musée royal des Beaux-Arts d'Anvers     | Muséeconsulté le 23 Février 2025  |
|       | Portrait       | Madame Constantin Meunier                                             | 1882       | Huile sur toile                        | 35 × 39 cm   | Musée royal des Beaux-Arts d'Anvers     | Muséeconsulté le 1 Mars 2025      |
|       | Scène de genre | La Descente des mineurs dans la bure                                  | 1882       | Huile sur toile                        | 116 × 159 cm | Collection privée                       | Balatconsulté le 1 mars 2025      |
|       | Religieux      | Descente de croix                                                     | 1883       | Huile sur toile                        | 317 × 191 cm | Musée Oldmasters, Bruxelles             | Muséeconsulté le 23 Février 2025  |
|       | Portrait       | Deux ouvrières à la Manufacture royale de tabac de Séville            | 1883 après | huile sur toile                        | 135 × 77 cm  | Louvain, Musée M                        | Muséeconsulté le 23 Février 2025  |
|       | Scène de genre | L'Enlèvement du creuset brisé                                         | 1885       | Huile sur toile                        | 160 × 303 cm | Musée Oldmasters, Bruxelles             | Muséeconsulté le 23 Février 2025  |
|       | Scène de genre | Les Arracheurs de pommes de terre / La Récolte                        | 1885       | Huile sur toile                        | 70 × 89 cm   | Musée Oldmasters, Bruxelles             | Muséeconsulté le 24 Février 2025  |
|       | Paysage        | Un terril au Borinage                                                 | 1885       | Huile sur bois                         | 41 × 61 cm   | Collection privée, Vente 2018           | Mutualartconsulté le 1 Mars 2025  |
|       | Scène de genre | Trois hiercheuses                                                     | 1885       | Huile sur toile                        | 94 × 74 cm   | Museum Helmond                          | Muséeconsulté le 2 Mars 2025      |
|       | Portrait       | Portrait de Jeanne Meunier                                            | 1885 vers  | Huile sur toile                        | 53 × 38 cm   | Musée Oldmasters, Bruxelles             | Muséeconsulté le 24 Février 2025  |
|       | Portrait       | L'Artiste par lui-même                                                | 1885 vers  | Huile sur toile                        | 71 × 55 cm   | Musée Oldmasters, Bruxelles             | Muséeconsulté le 24 Février 2025  |
|       | Portrait       | La Conductrice                                                        | 1887       | Huile sur toile                        | 55 × 40 cm   | Musée Dhondt-Dhaenens, Deurle           | Muséeconsulté le 1 Mars 2025      |
|       | Scène de genre | Bénédiction de la mer à Mariakerke                                    | 1889       | huile sur papier                       | 54 × 73 cm   | Musée Oldmasters, Bruxelles             | Muséeconsulté le 23 Février 2025  |
|       | Paysage        | Paysage dans le Borinage                                              | 1890 vers  | huile sur toile                        | 80 × 157 cm  | Musée d'Art McNay, San Antonio          | Muséeconsulté le 2 Mars 2025      |
|       | Paysage        | Les Wagounets                                                         | 1890 vers  | huile sur acajou                       | 38 × 54 cm   | Collection privée, Vente 2020           | Invaluableconsulté le 2 Mars 2025 |
|       | Scène de genre | Mineurs                                                               | 1890 vers  |                                        |              | Musées de Liège                         | Ouvrage                           |
|       | Paysage        | Au pays noir                                                          | 1893 vers  | huile sur toile                        | 80 × 94 cm   | Musée d'Orsay, Paris                    | Muséeconsulté le 1 Mars 2025      |
|       | Scène de genre | Calvaire                                                              | 1900 vers  | huile sur panneau                      | 32 × 40 cm   | Musée des Beaux-Arts de Gand            | Muséeconsulté le 23 Février 2025  |
|       | Scène de genre | Fondeur                                                               | 1902       | huile                                  | 80 × 67 cm   | Galerie nationale de Finlande, Helsinki | Muséeconsulté le 2 Mars 2025      |

## Dates non documentées
| Image | Thème          | Titre                                                          | Date | Technique                           | Dimensions   | Lieu de Conservation                               | Référence                                  |
| ----- | -------------- | -------------------------------------------------------------- | ---- | ----------------------------------- | ------------ | -------------------------------------------------- | ------------------------------------------ |
|       | Scène de genre | La Sortie du puits                                             |      | Huile sur toile                     | 106 × 67 cm  | Musée royal des Beaux-Arts d'Anvers                | Muséeconsulté le 23 Février 2025           |
|       | Scène de genre | Le Retour des mineurs                                          |      | Huile sur toile                     | 159 × 115 cm | Musée royal des Beaux-Arts d'Anvers                | Muséeconsulté le 23 Février 2025           |
|       | Paysage        | Le Pays noir                                                   |      | Huile sur toile                     | 59 × 99 cm   | Musée royal des Beaux-Arts d'Anvers                | Muséeconsulté le 23 Février 2025           |
|       | Paysage        | Le Pays noir : Borinage                                        |      | Huile sur toile                     | 241 × 180 cm | Musée Meunier, Ixelles                             | Balatconsulté le 24 Février 2025           |
|       | Scène de genre | Cabaret du Borinage                                            |      | Huile sur toile                     | 58 × 80 cm   | Musée des Beaux-Arts de Tournai                    | Muséeconsulté le 1 Mars 2025               |
|       | Scène de genre | Aciérie                                                        |      | Huile sur toile                     | 69 × 86 cm   | Musée royal des Beaux-Arts d'Anvers                | Muséeconsulté le 23 Février 2025           |
|       | Scène de genre | Le Déchargement d'un voilier                                   |      | Huile sur toile                     | 78 × 58 cm   | Musée royal des Beaux-Arts d'Anvers                | Muséeconsulté le 23 Février 2025           |
|       | Religieux      | Christ au tombeau                                              |      | Huile sur bois                      | 23 × 29 cm   | Musée Oldmasters, Bruxelles                        | Muséeconsulté le 23 Février 2025           |
|       | Scène de genre | Cisterciens travaillant la terre                               |      |                                     |              | Collection de la Commission communautaire flamande | Artsinflandersconsulté le 1 Mars 2025      |
|       | Scène de genre | Coron, femmes faisant la causette                              |      | Huile sur toile                     | 42 × 52 cm   | Musée Oldmasters, Bruxelles                        | Muséeconsulté le 23 Février 2025           |
|       | Portrait       | Enfant couronné de lauriers / Portrait de mademoiselle Meunier |      | Huile sur bois                      | 40 × 32 cm   | Musée Oldmasters, Bruxelles                        | Muséeconsulté le 23 Février 2025           |
|       | Portrait       | Hiercheuse                                                     |      | Aquarelle sur papier                | 41 × 52 cm   | Musée Oldmasters, Bruxelles                        | Muséeconsulté le 23 Février 2025           |
|       | Scène de genre | Jeune Hiercheuse descendant à la fosse                         |      | huile sur toile                     | 82 × 48 cm   | Musée des Beaux-Arts de Charleroi                  | Balatconsulté le 1 Mars 2025               |
|       | Scène de genre | L'Hécatombe / Coup de grisou de l'Agrappe                      |      | Huile sur toile                     | 122 × 177 cm | Musée Oldmasters, Bruxelles                        | Muséeconsulté le 23 Février 2025           |
|       | Portrait       | Portrait de l'artist Gustave Poirier                           |      | Huile sur toile                     | 46 × 32 cm   | Musée des Beaux-Arts de Gand                       | Muséeconsulté le 24 Février 2025           |
|       | Intérieur      | L'Auberge bleue                                                |      | Huile sur toile                     | 31 × 51 cm   | Musée royal des Beaux-Arts d'Anvers                | Muséeconsulté le 24 Février 2025           |
|       | Portrait       | Mineur                                                         |      | Huile sur bois                      | 10 × 17 cm   | Musée royal des Beaux-Arts d'Anvers                | Muséeconsulté le 24 Février 2025           |
|       | Portrait       | Le Mineur à la lanterne                                        |      | Huile sur bois                      | 39 × 26 cm   | Musée royal des Beaux-Arts d'Anvers                | Muséeconsulté le 24 Février 2025           |
|       | Paysage        | Le Vieux pont                                                  |      | Huile sur toile                     | 45 × 62 cm   | Musée royal des Beaux-Arts d'Anvers                | Muséeconsulté le 24 Février 2025           |
|       | Scène de genre | Rupelmonde                                                     |      | Huile sur toile                     | 32 × 39 cm   | Musée royal des Beaux-Arts d'Anvers                | Muséeconsulté le 24 Février 2025           |
|       | Scène de genre | L'Écolier dans la neige                                        |      | Huile sur toile                     | 45 × 53 cm   | Musée royal des Beaux-Arts d'Anvers                | Muséeconsulté le 24 Février 2025           |
|       | Paysage        | Treuil abandonné                                               |      | Huile sur toile                     | 43 × 56 cm   | Musée Oldmasters, Bruxelles                        | Muséeconsulté le 24 Février 2025           |
|       | Scène de genre | Scène cabaret à Séville [Café del Buzero]                      |      | Huile sur toile                     | 126 × 151 cm | Musée Meunier, Ixelles                             | Balatconsulté le 24 Février 2025           |
|       | Paysage        | Les Toits rouges                                               |      | Huile sur papier marouflée sur bois | 44 × 52 cm   | Musée Oldmasters, Bruxelles                        | Muséeconsulté le 24 Février 2025           |
|       | Scène de genre | L'Homme à la presse                                            |      | Huile sur toile                     | 155 × 113 cm | Musée Meunier, Ixelles                             | Balatconsulté le 24 Février 2025           |
|       | Portrait       | Fille de pêcheur adossée à l'estacade de Nieuport              |      | Huile sur toile                     | 70 × 45 cm   | Musée Meunier, Ixelles                             | Balatconsulté le 24 Février 2025           |
|       | Scène de genre | L'Enterrement au charbonnage à Frameries                       |      | Huile sur toile                     | 58 × 47 cm   | Musée Meunier, Ixelles                             | Balatconsulté le 24 Février 2025           |
|       | Portrait       | La Hiercheuse                                                  |      | Huile sur toile                     | 136 × 77 cm  | Musée Meunier, Ixelles                             | Balatconsulté le 24 Février 2025           |
|       | Intérieur      | Intérieur d'une raffinerie de sel                              |      | Huile sur toile marouflé sur bois   | 32 × 40 cm   | Musée Oldmasters, Bruxelles                        | Balatconsulté le 24 Février 2025           |
|       | Scène de genre | Mineurs (avant la descente)                                    |      | Huile sur toile                     | 120 × 98 cm  | Musée Meunier, Ixelles                             | Balatconsulté le 24 Février 2025           |
|       | Histoire       | La Guerre des paysans                                          |      | Huile sur toile                     | 117 × 176 cm | Musée Meunier, Ixelles                             | Balatconsulté le 24 Février 2025           |
|       | Portrait       | La Sentinelle arabe                                            |      | Huile sur toile                     | 130 × 75 cm  | Musée d'Ixelles                                    | Balatconsulté le 24 Février 2025           |
|       | Histoire       | Épisode de l'insurrection de Vendée                            |      | Huile sur toile                     | 87 × 141 cm  | Collection royale de Belgique                      | Balatconsulté le 1 Mars 2025               |
|       | Littérature    | Ophélie                                                        |      | Huile sur toile                     | 61 × 100 cm  | Collection privée, Vente 2009                      | Catalogue Sotheby'sconsulté le 1 Mars 2025 |